# Stonewall (Louisiana)
Stonewall és una població dels Estats Units a l'estat de Louisiana. Segons el cens del 2000 tenia 1.668 habitants.

## Demografia
Segons el cens del 2000, Stonewall tenia 1.668 habitants, 642 habitatges, i 489 famílies. La densitat de població era de 86,6 habitants/km².
Dels 642 habitatges en un 33,2% hi vivien nens de menys de 18 anys, en un 61,8% hi vivien parelles casades, en un 10,4% dones solteres, i en un 23,8% no eren unitats familiars. En el 21,5% dels habitatges hi vivien persones soles el 9,5% de les quals corresponia a persones de 65 anys o més que vivien soles. El nombre mitjà de persones vivint en cada habitatge era de 2,6 i el nombre mitjà de persones que vivien en cada família era de 3,03.
Per edats la població es repartia de la següent manera: un 26,3% tenia menys de 18 anys, un 6,4% entre 18 i 24, un 29% entre 25 i 44, un 27% de 45 a 60 i un 11,4% 65 anys o més.
L'edat mediana era de 38 anys. Per cada 100 dones de 18 o més anys hi havia 93,1 homes.
La renda mediana per habitatge era de 39.375 $ i la renda mediana per família de 46.620 $. Els homes tenien una renda mediana de 34.205 $ mentre que les dones 25.263 $. La renda per capita de la població era de 17.434 $. Entorn del 8,5% de les famílies i el 10,4% de la població estaven per davall del llindar de pobresa.

## Poblacions més properes
El següent diagrama mostra les poblacions més properes.